# Ivo Baldi Gaburri
Ivo Baldi Gaburri (* 27. März 1947 in Città di Castello, Provinz Perugia; † 11. Juni 2021 in Huaraz, Region Ancash, Peru) war ein italienischer Geistlicher und römisch-katholischer Bischof von Huari.

## Leben
Seine Eltern waren der Metallbauer Domenico Baldi und Anna Gaburri, Arbeiterin in einer Tabakfabrik. Ivo Baldi Gaburri besuchte die Scuola elementare San Filippo und die Scuola media Dante Alighieri sowie später das Kleine Seminar in Città di Castello. Anschließend studierte er Philosophie und Katholische Theologie am regionalen Priesterseminar Pio XI in Assisi. Baldi Gaburri empfing am 9. Oktober 1971 im Dom von Città di Castello durch den Weihbischof in Perugia und Apostolischen Administrator von Città di Castello, Diego Parodi MCCJ, das Sakrament der Priesterweihe für das Bistum Città di Castello.
Baldi Gaburri war zunächst als Pfarrvikar am Dom von Città di Castello und als Verantwortlicher für die Jugendgruppen der Hilfsorganisation Operazione Mato Grosso (OMG) tätig, bevor er persönlicher Sekretär des Bischofs von Città di Castello, Cesare Pagani, wurde. 1975 wurde Ivo Baldi Gaburri als Fidei-Donum-Priester nach Peru entsandt, wo er als Pfarrer in Psicobamba (1975–1988) und in San Marcos (1988–1991) wirkte. Danach wurde er Regens des Priesterseminars Señor de Pomallucay der Territorialprälatur Huari in San Luis de Chuquipampa. Später war Baldi Gaburri Generalvikar der Territorialprälatur Huari.
Papst Johannes Paul II. ernannte ihn am 14. Dezember 1999 zum Bischof von Huaraz und spendete ihm am 6. Januar 2000 im Petersdom die Bischofsweihe; Mitkonsekratoren waren Kurienerzbischof Giovanni Battista Re, Substitut des Staatssekretariats, und Kurienerzbischof Marcello Zago OMI, Sekretär der Kongregation für die Evangelisierung der Völker. Die Amtseinführung erfolgte am 25. März desselben Jahres.
Am 4. Februar 2004 wurde Ivo Baldi Gaburri zum Prälaten von Huari bestellt und am 29. Mai desselben Jahres in das Amt eingeführt. Mit der Erhebung der Territorialprälatur Huari zum Bistum am 2. April 2008 wurde er durch Benedikt XVI. zum ersten Bischof von Huari ernannt. Die Amtseinführung erfolgte am 8. Juni desselben Jahres.
Ivo Baldi Gaburri starb am 11. Juni 2021 in der Clinica San Pablo in Huaraz an den Folgen von COVID-19. Vermutlich hatte er sich infiziert, als er im Krankenhaus in Huaraz die beiden an COVID-19 erkrankten Pfarrer von Santo Domingo in Huari und von San Antonio in Parobamba besuchte.

## Schriften
- Resumen de la vida de la Iglesia en la historia de Latinoamérica. Seminario Señor de Pomallucay, La Pampa 2011, OCLC 946311255.